# Wałerij Samochin
Wałerij Borysowycz Samochin, ukr. Валерій Борисович Самохін, ros. Валерий Борисович Самохин, Walerij Borisowicz Samochin (ur. 8 lipca 1947 we wsi ok. Nikopola, w obwodzie dniepropetrowskim, Ukraińska SRR, zm. 27 lutego 2015 w Kijowie) – ukraiński piłkarz, grający na pozycji bramkarza, trener piłkarski.

## Kariera piłkarska

### Kariera klubowa
Wychowanek SDJuSzOR Metałurha Zaporoże, w której rozpoczął karierę piłkarską. W latach 1968–1969 "odbywał służbę wojskową" w drużynie SKA Odessa. Następnym klubem w jego karierze był Krywbas Krzywy Róg. W 1970 przeszedł do Dynama Kijów. Nie chcąc być w roli zmiennika Jewhena Rudakowa, w 1976 przeniósł się do Lokomotiwu Moskwa. W 1980 został piłkarzem Kołosu Nikopol. Karierę piłkarską kończył jako piłkarz Dynama Irpień.

## Kariera trenerska
Po zakończeniu kariery piłkarskiej w 1987 pomagał trenować Dynamo Irpień - klub, w którym ukończył występy. W 1988 pracował na stanowisku głównego trenera Dynama Biała Cerkiew.
27 lutego 2015 zmarł w Kijowie w wieku 67 lat.

## Sukcesy i odznaczenia
- mistrz ZSRR: 1974, 1975
- tytuł Mistrza Sportu ZSRR: 1972